# Fantasio (Ricardo Roucau)
Ricardo Roucau, conocido como Fantasio (Buenos Aires, 3 de octubre de 1936-Miami, 30 de octubre de 2017), fue un ilusionista argentino especializado en magia de escena. Fantasio comenzó su carrera artística bajo el nombre de Larry en la década de 1950.  
Contrajo matrimonio con Mónica en 1959, quien fuera por más de 50 años su compañera de vida y asistente. 
El 9 de febrero de 1964, Fantasio se presentó en el programa Ed Sullivan Show compartiendo estudio junto a The Beatles, en el día que el grupo musical hacía su debut en televisión.
Su fama mundial se debe no solo a sus magníficas presentaciones y calidad artística sino a dos de sus invenciones: las velas y los bastones mágicos de aparición y desaparición
Durante la convención mágica organizada en 1968 en Nueva York por la Society of American Magicians y la International Brotherhood of Magicians (IBM) Fantasio obtuvo por primera y única vez en la historia de la competencia cuatro premios, a efecto más original, truco más comercial, mejor efecto de escenario y Premio mayor de originalidad.
En 2014 fue declarado personalidad destacada de la cultura de la Ciudad de Buenos Aires por sus aportes al arte de la ilusión. 
La IBM lo homenajeó en marzo de 2015 en su convención anual llevada a cabo en Jacksonville, realizando un show tributo en reconocimiento a su carrera.
Falleció el 30 de octubre de 2017, después de llevar una vida de magia e ilusión a muchas generaciones y haber inspirado a miles a seguir sus pasiones.